# ميك ميل
روبرت ريميك ويليامز (من مواليد 6 مايو 1987)، المعروف مهنيًا باسم ميك ميل (بالإنجليزية: Meek Mill) هو مغني راب أمريكي وكاتب أغاني وناشط. ولد ونشأ في فيلادلفيا، وشرع في مهنته الموسيقية كمغني راب تحديات، وشكل لاحقًا مجموعة راب قصيرة العمر، بلود هاوندز. في عام 2008، وقع مغني الراب من أتلانتا تي آي مع ميك ميل على أول صفقة قياسية له. في فبراير 2011، بعد مغادرة قراند هوسل ريكوردز، وقع ميل مع مغني الراب ريك روس مالك مجموعة مايباخ الموسيقية. ألبوم ميل الأول، دريمز آند نايتمرز، صدر في عام 2012 تحت مجموعة مايباخ الموسيقية وتسجيلاتورانر بروس ريكوردز. الألبوم، سبقه الأغنية الرئيسية «آمين» (التي تضم دريك)، ظهر الألبوم في المركز 57 في أول أسبوع له على ترتيب بيلبورد 200 للألبومات الولايات المتحدة.
في أكتوبر 2012، أعلن ميك ميل عن إطلاق شركة الستجيلات الخاصة به، دريم تشيسرز ريكورد، التي سميت بعد اسم سلسلة أشرطته القصيرة. غالبًا ما يتعاون ميك ميل مع زملائه في شركة تسجيلات مايباخ. وهو معروف أيضًا بظهوره في سلسلة تجميع ذاتي الصنع لشركة مايباخ، حيث تم تضمين أول أغنيتين فرديتين له، «توباك باك» و«آيما بوس» في المجلد الأول. أصدر ألبومه الثاني، دريمز ورث مور ذان موني، في عام 2015 وألبومه الثالث، وينز آند لوزيز، في عام 2016. ألبومه الرابع، تشامبيونتشيبز، صدر في نوفمبر 2018 وظهر في المركز 1 في أول أسبوع له في ترتيب بيلبورد 200 للألبومات. بلغت الأغنية الرئيسية، «غوينغ باد» (التي ضمت دريك)، حققت المركز 6 على ترتيب بيلبورد هوت 100، مما يجعلها أعلى أغنية فردية في مسيرة ميك ميل في ترتيب بيلبورد هوت 100 الموسيقي.
في نوفمبر 2017، حُكم عليه بالسجن لمدة تتراوح بين سنتين وأربع سنوات لانتهاكه الإفراج المشروط وقضى خمسة أشهر في مؤسسة الإصلاحية الحكومية - تشيستر في تشيستر، بنسلفانيا، قبل إطلاق سراحه بينما تستمر محاكمته. في أغسطس 2019، تم إصدار سلسلة وثائقية حول معركته مع نظام العدالة الجنائية، فري ميل، على خدم أمازون برايم فيديو. خدم ميك ميل كمنتج تنفيذي في السلسلة.

## ديسكغرافيا
ألبومات الاستوديو
- دريمز آند نايتمرز (2012)
- دريمز ورث مور ذان موني (2015)
- وينز آند لوزيز (2017)
- تشامبيونشيبز (2018)[7]

## روابط خارجية
- ميك ميل على موقع IMDb (الإنجليزية)
- ميك ميل على موقع ميوزك برينز (الإنجليزية)
- ميك ميل على موقع رولينغ ستون (الإنجليزية)
- ميك ميل على موقع أول ميوزيك (الإنجليزية)
- ميك ميل على موقع ديسكوغز (الإنجليزية)
- ميك ميل على موقع قاعدة بيانات الفيلم (الإنجليزية)